# 윤태호
윤태호(尹胎鎬, 1969년 11월 6일 (1969년 음력 9월 27일) ~ )는 대한민국의 만화가이다. 1988년 허영만, 조운학 문하로 만화계에 입문, 1993년 《비상착륙》으로 데뷔했다. 대표작으로는 《야후》, 《이끼》, 《미생》 등이 있다.

## 학력
- 살레시오고등학교
- 전남대학교 신문방송학과 (편입)

## 작품
| 연재      | 제목               | 비고                  |
| --------- | ------------------ | --------------------- |
| 2020      | 어린               |                       |
| 2017      | 오리진             |                       |
| 2014      | 파인               |                       |
| 2013      | 인천상륙작전       |                       |
| 2012~2013 | 미생               | 1부 완결              |
| 2010      | 내부자들           |                       |
| 2009      | 주유천하           | 이원호 글/윤태호 그림 |
| 2009      | 당신은 거기 있었다 |                       |
| 2009      | 열풍학원           |                       |
| 2008~2009 | 이끼               |                       |
| 2001      | 로망스             |                       |
| 1999      | 수상한 아이들      |                       |
| 1998      | 야후               |                       |
| 1997      | 춘향별곡           |                       |
| 1996      | 혼자사는 남편      |                       |
| 1993      | 비상착륙           |                       |

## 상훈
- 2010년 대한민국 콘텐츠 어워드 만화부문 대통령상
- 2008년 부천만화상 일반만화상 《이끼》
- 2007년 대한민국출판만화대상 우수상 《이끼》
- 2002년 대한민국출판만화대상 《로망스》
- 1999년 문화관광부 오늘의 우리만화상 《야후》